# Robert Williams (chimiste)
Pour les articles homonymes, voir Robert Williams et Williams.
Robert Joseph Paton Williams (25 février 1926 - 21 mars 2015 ) est un chimiste britannique, un membre émérite du Wadham College d'Oxford  et un professeur émérite de l'université d'Oxford ,,.

## Biographie
Robert Joseph Paton Williams est né le 25 février 1926 à Wallasey d'Ernest Ivor Williams, agent des douanes et accises à Liverpool, et d'Alice Williams (née Roberts), modiste ; il est le deuxième de quatre enfants.
Williams ne réussit pas à obtenir une bourse pour la Wallasey Grammar School, après avoir manqué six mois de scolarité à cause de la diphtérie, mais ses parents paient pour qu'il y aille. Il obtient une maîtrise et étudie la chimie au Merton College d'Oxford en 1944. Pour sa dernière année de recherche de premier cycle, il travaille avec le chimiste analytique Dr Harry MNH Irving. Cela lui permet d'établir un ordre des stabilités relatives des complexes métal-organiques le long de la seconde moitié de la série de transition du manganèse au zinc . De ces découvertes, il voit un parallèle avec l'absorption sélective des ions métalliques par les organismes.
Le plan de Williams est de continuer à travailler avec Irving pour son doctorat en philosophie, mais il visite le laboratoire d'Arne Tiselius à l'Université d'Uppsala et est impressionné par ce qu'il voit là-bas, retournant en Suède après avoir obtenu son doctorat en 1950. Pendant son séjour là-bas, il travaille sur la purification des protéines et conçoit une méthode appelée analyse d'élution par gradient .
Williams passe ensuite une autre période à Merton, après avoir remporté une bourse de recherche junior, puis, "à l'improviste, en 1954, Cyril Norman Hinshelwood, alors professeur de chimie à Oxford, demande à voir Bob". On lui dit que trois collèges - Christ Church, Pembroke et Wadham - ont besoin d'un tuteur en chimie. « Chacun vous invitera à dîner. Revenez dans deux semaines pour me donner votre décision. Williams rejoint Wadham College en 1955 et y reste pour toute sa carrière. Il prend sa retraite en 1991 et écrit plusieurs livres importants :
- J J R Fraústo da Silva et R J P Williams, The Biological Chemistry of the Elements: the Inorganic Chemistry of Life, Oxford, Clarendon Press, 1991 (ISBN 0-19-850848-4)
- R J P Williams et J J R Fraústo da Silva, The Natural Selection of the Chemical Elements, Oxford, Clarendon Press, 1996 (ISBN 9780198558422)
- R J P Williams et J J R Fraústo da Silva, The Chemistry of Evolution: The Development of our Ecosystem, Elsevier Science, 2005 (ISBN 9780444521552)
- R J P Williams et R E M Rickaby, Evolution's Destiny: Co-evolving Chemistry of the Environment and Life, Cambridge, RSC Publishing, 2012

## Famille
Pendant qu'il est à Uppsala, Williams rencontre Jelly Klara Büchli, une étudiante néerlandaise de Groningue. Ils se marient en 1952 et vivent ensuite à Oxford. Jelly étudie la langue et la littérature anglaises au St Hilda's College entre 1952 et 1955, mais la naissance de leur premier fils, Timothy Ivor, interrompt ses examens finaux. Un deuxième fils, John M, est né en 1957. En 1981, Jelly publie A Dutch Reader .
Bob Williams est décédé à l'hôpital John Radcliffe le 21 mars 2015.

## Prix et distinctions
Williams est nommé membre de l'ordre de l'Empire britannique (MBE) lors des honneurs du Nouvel An 2010 pour ses services à la communauté de North Oxford.
Il est élu membre de la Royal Society (FRS) en 1972  et est membre étranger des académies des sciences suédoise, portugaise, tchécoslovaque et belge. Il est médaillé de la Biochemical Society (deux fois), de la Royal Society (deux fois), de la Royal Society of Chemistry (trois fois), des European Biochemical Societies (deux fois) et de l'Union internationale de biochimie. Il remporte la médaille royale en 1995 .